# Peugeot 207
Peugeot 207 är en småbil tillverkad av Peugeot i samma storleksklass som Volkswagen Polo och Renault Clio. Den presenterades 2006 och ersatte då 206-modellen (även om denna fortsätter att tillverkas parallellt). Designen anknyter också till den äldre modellen, som när den presenterades 1998 var pionjär när det gällde Peugeots nya designspår. 
Motor och annan teknik delar 207 med koncernkollegan Citroëns C3-modell. Fram till och med våren 2007 fanns bara ett karossalternativ; halvkombi med antingen tre eller fem dörrar. Numera finns även en tvådörrars coupé-cabriolet med plåttak 207 CC.även en kombi.207SW med 1.6Vti och 1.6Hdi , 120 resp 110 hk. Finns även i SUV version 207SW Outdoor.
1.6 (EP6) bensinvarianten är ett samarbete med BMW , som finns i 110 , 150 samt 174 hk. De två sistnämnda är direktinsprutade. Motorn har variabel lyfthöjd på ventilerna från 0,2 till 9,5mm.
I juni 2008 lanseras EP3 1.4 varianten med 95 hk i 207.
Modellen 207 CC brukar även i folkmun kallas hårfrisörskebilen på grund av sitt sportiga utseende. 